# Firewind
Firewind – power metalowa grupa greckiego gitarzysty Gusa G. Początkowo był to bardziej projekt, aniżeli zespół. W 1998 roku powstało demo Nocturnal Symphony. 4 lata później Gus powrócił do nazwy Firewind, chcąc nagrać album jedynie z własnymi utworami, i tak powstał pierwszy pełnowymiarowy album grupy – Between Heaven and Hell. Po trzech nagranych płytach, w 2006 roku wykrystalizował się stały skład, który stworzył razem dwa albumy studyjne: Allegiance i The Premonition, oraz album koncertowy Live Premonition.

## Muzycy
| Obecny skład zespołu - Gus G. – gitara, wokal wspierający (1998, 2002–obecnie), rytmiczna gitara, instrumenty klawiszowe (1998, 2002–2004, 2020–obecnie), gitara basowa (1998) - Petros Christodoulidis – gitara basowa, wokal wspierający (2003–obecnie) - Johan Nunez – perkusja (2011-obecnie) - Herbie Langhans – wokal prowadzący (2020-obecnie) Muzycy koncertowi - Mats Levén – wokal prowadzący (2011) - Kelly Sundown Carpenter – wokal prowadzący (2013–2015) - Percy Trayanov – gitara basowa, wokal wspierający (od 2022) |  | Byli członkowie Wokal prowadzący: - Brandon Pender (1998) - Stephen Fredrick (2002-2004) - Chitral Somapala (2004-2006) - Apollo Papathanasio (2006-2013) - Henning Basse (2015-2020) (2007 jako członek koncertowy) Instrumenty klawiszowe, rytmiczna gitara, wokal wspierający: - Bob Katsionis (2004-2020) Gitara basowa: - Konstantine (2002-2003) Perkusja: - Matt Scurfield (1998) - Brian Harris (2002-2003) - Stian Kristoffersen (2003-2006) - Mark Cross (2006-2010) - Michael Ehré (2010-2011) |

## Dyskografia
| 2002                           | Between Heaven and Hell - Data: 24 czerwca 2002 - Wydawca: Leviathan Records   | 76  | –  | –  | –   | –   |
| 2003                           | Burning Earth - Data: 17 listopada 2003 - Wydawca: Leviathan Records           | 163 | –  | –  | –   | –   |
| 2005                           | Forged by Fire - Data: 24 stycznia 2005 - Wydawca: EMI Music                   | 90  | –  | 71 | –   | –   |
| 2006                           | Allegiance - Data: 2006 - Wydawca: Century Media Records                       | 100 | –  | 68 | –   | –   |
| 2008                           | The Premonition - Data: 25 marca 2008 - Wydawca: Century Media Records         | 92  | –  | –  | –   | –   |
| 2010                           | Days of Defiance - Data: 18 października 2010 - Wydawca: Century Media Records | 124 | –  | 24 | –   | –   |
| 2012                           | Few Against Many - Data: 21 maja 2012 - Wydawca: Century Media Records         | 98  | 90 | –  | 115 | –   |
| 2017                           | Immortals - Data: 20 stycznia 2017 - Wydawca: Century Media Records            | 85  | 72 | 6  | 98  | 184 |
| 2020                           | Firewind - Data: 15 maja 2020 - Wydawca: AFM Records                           |     |    |    |     |     |
| „–” pozycja nie była notowana. |                                                                                |     |    |    |     |     |

| 2012                           | „Wall Of Sound” | – | - SWE: złota płyta | Few Against Many |
| „–” pozycja nie była notowana. |                 |   |                    |                  |

| 2008                           | Live Premonition - Data: 10 listopada 2008 - Wydawca: Century Media Records      | –  |
| 2013                           | Apotheosis – Live 2012 - Data: 24 stycznia 2013 - Wydawca: Century Media Records | 24 |
| „–” pozycja nie była notowana. |                                                                                  |    |